# Pelechy
Pelechy (en allemand : Pelechen, précédemment : Bernloch) est une commune rurale du district de Domažlice, dans la région de Plzeň, en République tchèque. Sa population s'élevait à 76 habitants en 2017.

## Géographie
Pelechy se trouve à 6 km au sud-sud-ouest de Domažlice, à 52 km à l'ouest-sud-ouest de Plzeň et à 134 km à l'ouest-sud-ouest de Prague.
La commune est limitée par Pasečnice à l'ouest et au nord, et par Tlumačov au nord, à l'est et au sud.

## Histoire
La première mention écrite de la localité date de 1789.